# Nanosiren
Nanosiren garciae — викопний сиренський дюгонь, який мешкав у теплих мілководних морях приблизно 11,610—3,6 млн років тому в міоцені та пліоцені.
У своїй книзі «Екологія та збереження Сирен: дюгоні та ламантини» автори Хелена Марш, Томас Дж. О'Ші та Джон Е. Рейнольдс III описують еволюцію Nanosiren garciae з лінії Crenatosiren і стверджують, що їхній малий розмір дозволив вони мають доступ до значного мілководдя, недоступного для великих морських ссавців.

## Опис
Nanosiren garciae, вимерла сирена, була класифікована та названа у 2008 році на основі скам'янілостей, знайдених у формації Bone Valley поблизу Тампи, штат Флорида. Це найменша з відомих пост-еоценових сирен, з довжиною тіла близько 2 метрів і вагою близько 150 кг. Новонароджені могли важити лише 6,8 кг. Невеликий розмір дав підставу назвати рід Nanosiren, що з грецької означає «карликова сирена». Ці ссавці мали невелику осадку та мали невеликі конічні бивні, що свідчить про те, що вони шукали їжу в мілководді. Nanosiren, ймовірно, харчувався меншими морськими травами поблизу берегової лінії. Вони процвітали приблизно 5 мільйонів років тому.
Мапу місць, де були створені скам'янілості Nanosiren garciae, від Чилі та Перу в Південній Америці до Сполучених Штатів, можна знайти в Глобальному інформаційному фонді біорізноманіття.
Вид був описаний і названий Дерілом П. Домнінгом з Університету Говарда та Орангелем А. Агілерою з Національного експериментального університету Франсіско де Міранда, Венесуела, у 2008 році разом із другим можливим видом Nanosiren sanchezi. Цю назву було обрано на честь відомого флоридського палеонтолога Френка А. Гарсіа, який виявив багато зразків скам'янілостей вимерлого ссавця з фосфатних копалень Боун-Веллі в Центральній Флориді.